# Zell am See
Zell am See város Ausztriában, Salzburg tartományban, a Zeller See partján. Zell am See-i járás (Pinzgau) székhelye és Saalfelden után második legnépesebb települése.
A bronzkor óta lakott település napjainkban az ország egyik legjelentősebb télisport-központja és a környék jelentős közlekedési csomópontja.
Lakosainak száma 9762 fő (2016. január 1.).. Ebből a külföldi állampolgárok száma 3252 fő (31,8 %)

## Népesség
| Lakosok száma | 9568 | 9762 | 9852 |
|               | 2011 | 2016 | 2018 |

## Földrajz
A város a Salzach és a Saalach völgyét összekötő medencében fekszik, a 3,8 km hosszú és 1,5 km széles Zeller See partján. Mellette emelkedik az 1965 m magas Schmittenhöhe.
A település részei:
- Bruckberg (476 fő, 2011. október 31-én[3]) 
  - Zellermoos
- Erlberg (154)
- Schmitten (596)
- Thumersbach (974)
  - Prielau (Zell am See-Nord)
- Zell am See (7328)
  - zelli óváros
  - Zell am See-Süd (Schüttdorf)

## Története
A 19. században  még csak egy kis kereskedelmi település, eredeti neve „Zelle im Pinzgau” volt. A település neve 1810 óta „Zell am See”.  A Giselabahn (Salzburg-Tiroler-Bahn) vasútvonal 1875. július 30-ai megnyitásával megkezdődött a turizmus korszaka – megépültek az első nagyobb szállodák. 1928. január 24-én városi rangot kapott, és egy ünnepélyes keretek között megnyitották a Schmittenhöhe-ra vezető felvonót. A második világháborúban a környéken 450 légitámadás volt, de maga a város megmenekült a bombázásoktól.  1973-ban sétálóövezet hoztak létre a főtér környékén.  Az idegenforgalom mellett mára több kiskereskedelmi üzletlánc és ipari cég van jelen, a város legnagyobb munkaadója pedig 1100 alkalmazottal a Tauernklinikum egészségügyi intézménye. 

## Idegenforgalom
A városban a nyári és téli turisztikai szezonban sokkal több turista tartózkodik, mint amennyi a helyi lakos. A téli időszakban leginkább a síelés, nyáron pedig a tó miatt keresik fel. A belvárosban történelmi házak mellett elegáns butikok, hagyományos ajándékboltok, kávézók és a modern éttermek is megtalálhatóak. 
Az óvárosban körülbelül 3800 lakos él. A Grand Hotel Zell am See szálloda a város jelképének számít, 1894 és 1896 között Belle Epoque stílusban épült és közvetlenül a tó partján található. A Rosenberg-kastély a város központjában található épületegyüttes, 1970 óta polgármesteri hivatalnak ad helyet. Az óváros képét a román stílusú Szent Hippolyt plébániatemplom uralja 36 méter magas tornyával. Mellette emelkedik a hatemeletes Vogtturm torony, amely a városi múzeumnak ad otthont. Az óváros képét a román stílusú Szent Hippolyt plébániatemplom uralja 36 méter magas tornyával. Mellette emelkedik a hatemeletes Vogtturm torony, amely a városi múzeumnak ad otthont. A "Zeller Seezauber" keretében a nyári hónapokban a tavon fényjátékokat szerveznek. Télen karácsonyi vásárt rendeznek.
Amíg 1950-ben évente körülbelül 180 000 vendégéjszaka volt, addig ez mára  egymillió fölé emelkedett. Vendégéjszakák száma a 2023/2024-es idegenforgalmi szezonban 1.633.367, amelyből 795.369 a téli időszakban, míg 837.998 a nyári időszakban valósult meg.

## Közlekedés
Zell am See vasútállomását a Salzburg–Tirol-vasútvonal érinti, továbbá innen indul a Pinzgauer Lokalbahn keskeny nyomtávolságú kisvasút is Krimml felé.
A várost elkerülő útszakaszon 1996-ban nyitották meg az 5111 méter hosszú Schmittentunnel alagutat, amely Zell am See átmenő forgalmának tehermentesítő útjaként szolgál. Ausztria leghosszabb állami fenntartású közúti alagútja. 

## Képek

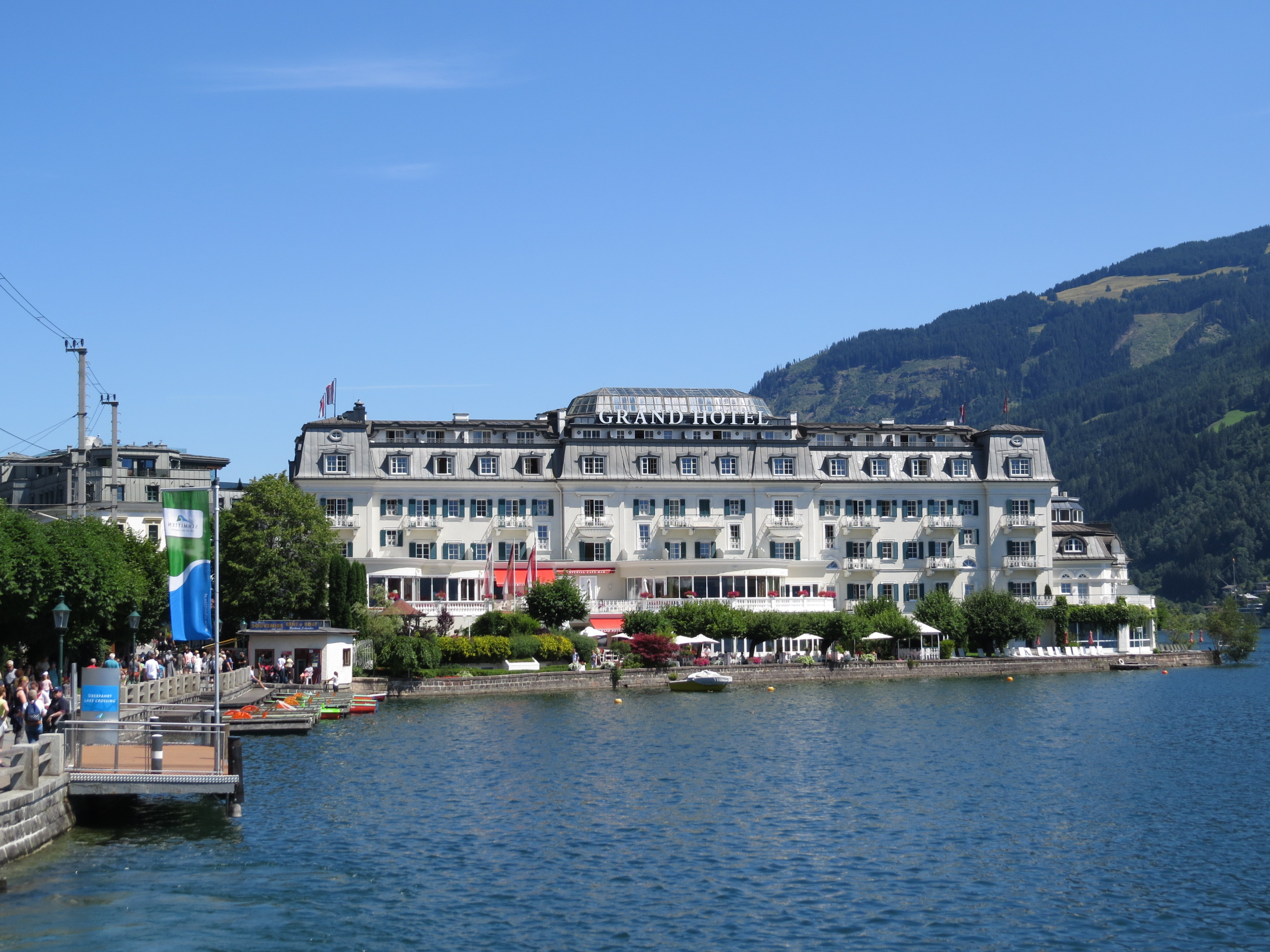
Grand Hotel
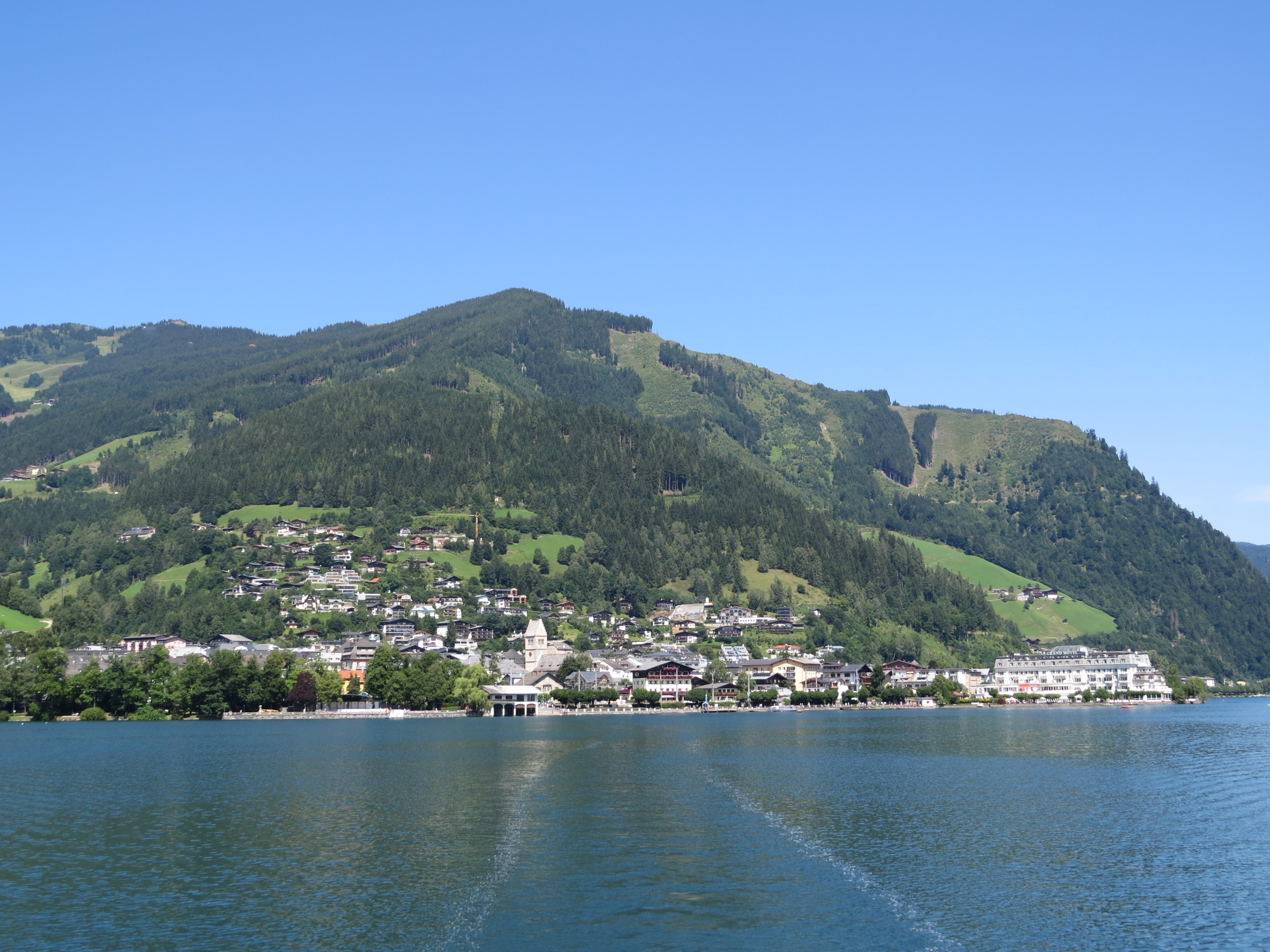
város a tó felől
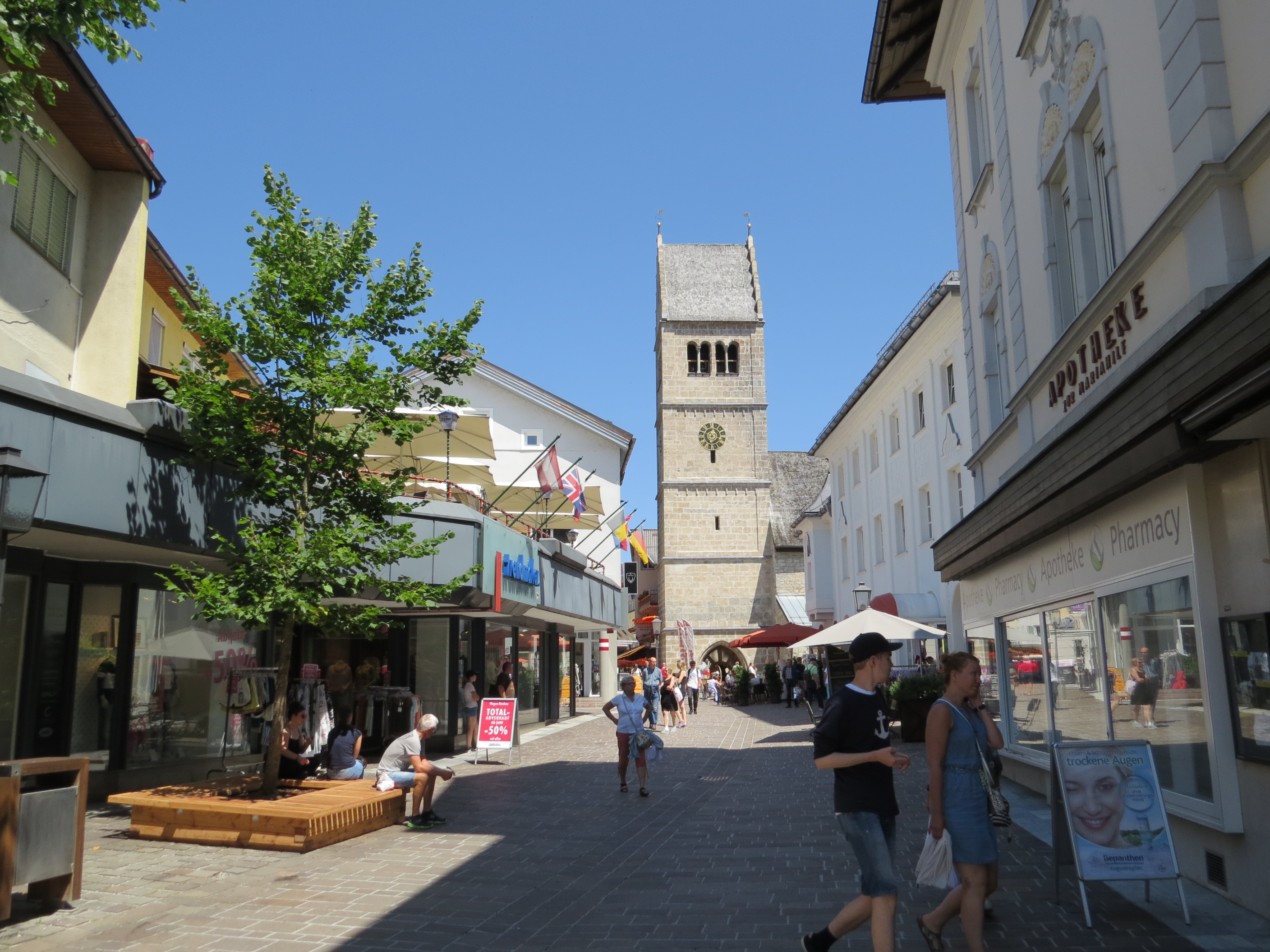
St  Hippolytus templom
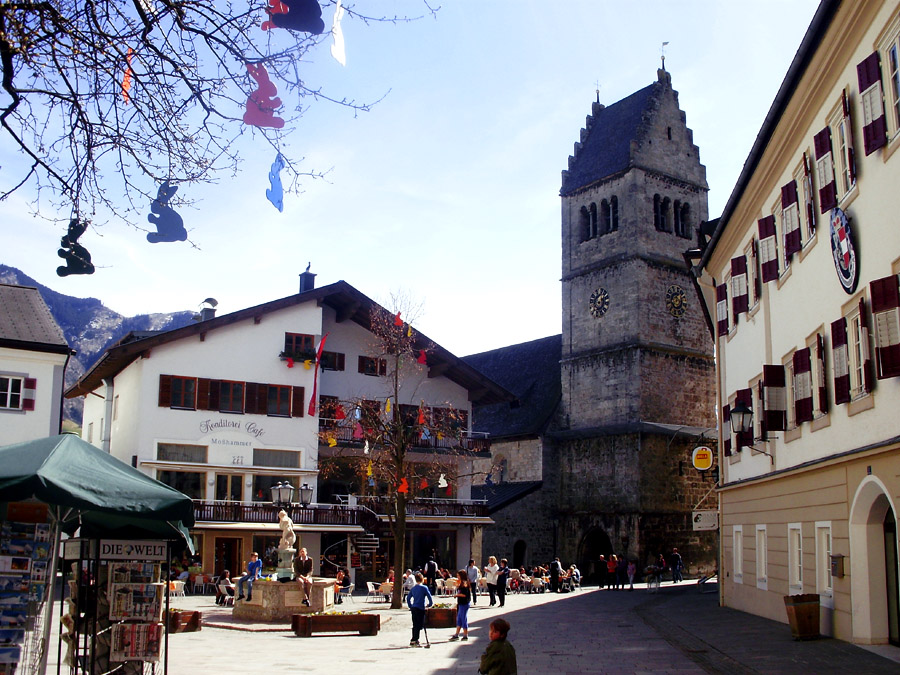
főtér

## Fordítás
- Ez a szócikk részben vagy egészben a Zell am See című német Wikipédia-szócikk ezen változatának fordításán alapul.  Az eredeti cikk szerkesztőit annak laptörténete sorolja fel. Ez a jelzés csupán a megfogalmazás eredetét és a szerzői jogokat jelzi, nem szolgál a cikkben szereplő információk forrásmegjelöléseként.